# 슈투트가르트 남서독일 방송 교향악단

로고

슈투트가르트 남서독일 방송 교향악단(독일어: Radio-Sinfonieorchester Stuttgart des SWR)은 슈투트가르트에 본거지를 둔 남서독일방송(SWR) 소속의 관현악단이다. 슈투트가르트 방송 교향악단이라는 약칭으로도 불리고 있다.

## 역사
1945년에 제2차 세계 대전 종전 후 미국 점령군이 나치의 제국 방송국을 접수하고 슈투트가르트를 본거지로 하는 '남독일 방송국' 을 창설하면서 방송국 소속의 관현악단을 조직하고자 한 것이 시초였다. 첫 연주회는 이듬해인 1946년에 있었으며, 한동안 상임 지휘자 없이 객원 지휘 체제로 운영되었다. 첫 상임 지휘자는 1948년에 발탁된 한스-뮐러 크라이였으며, 크라이는 악단 연주력 향상에 주력하면서 나치 시대에 연주가 금지되었던 유태인 작곡가들의 작품이나 현대음악을 적극적으로 다루어 고정 레퍼토리에 포함시키는 등의 업적을 남겼다.
크라이가 1969년에 급서한 뒤에는 약 2년 간의 공백기를 거쳐 1971년에 세르주 첼리비다케가 상임 지휘자로 임명되었고, 첼리비다케는 1977년까지 재직하면서 브루크너나 브람스 등을 위시한 정통 레퍼토리들의 연주에 주력했다. 1975년에는 기존 명칭이었던 '남독일 방송 교향악단'에서 '슈투트가르트 방송 교향악단'으로 이름을 바꾸었으며, 첼리비다케 사임 후 약 6년 동안은 객원 지휘 체제로 운영되다가 1983년에 영국의 네빌 마리너가 상임 지휘자에 취임했다.
매리너는 전임자들과 달리 녹음 활동에 주력해 고전에서 현대에 이르는 많은 작품들을 필립스와 헨슬러 등의 음반사에 취입했고, 창단 이후 첫 대규모 세계 순회 공연을 개최했다. 매리너의 후임으로는 이탈리아의 잔루이지 젤메티가 상임 지휘자로 취임했으며, 젤메티는 이탈리아와 프랑스 음악을 집중적으로 공연하면서 라벨의 관현악곡 전집을 비롯한 음반을 EMI에서 발매하기도 했다. 1996년에는 조르주 프레트르가 예술 감독 직책으로 뒤를 이었으며, 프레트르는 1998년까지 단기 재임했으나 창단 50주년 기념 순회 공연을 성공적으로 이끈 등의 공로로 계관 지휘자 직함을 수여받았다.
1998년에는 남독일 방송국이 남서독일 방송국으로 개칭되면서 현재의 공식 명칭이 확립되었고, 로저 노링턴이 상임 지휘자로 발탁되어 현재까지 재임하고 있다. 노링턴은 말러 등의 정통 독일계 레퍼토리들 외에 엘가와 본 윌리엄스 등의 영국 작품을 악단 레퍼토리에 추가시켜 주목받고 있으며, 해당 레퍼토리들의 녹음은 헨슬러에서 음반으로도 발매되고 있다. 2001년과 2004년에는 각각 객원 지휘자와 수석 객원 지휘자로 페터 외트뵈시와 안드레이 보레이코를 영입해 현대 음악과 러시아 음악 등의 레퍼토리 연주와 보급에도 힘쓰고 있다.
다른 독일 악단들과 마찬가지로 독일이나 오스트리아 출신 작곡가들의 정통 레퍼토리를 주요 연주곡으로 삼고 있으나, 크라이 재임기부터 시작된 현대 작품의 소개에도 적극적인 자세를 취하고 있다. 대부분의 연주회는 소속 방송국인 남서독일 방송국을 통해 실황 중계/녹음되고 있으며, 도이체 그라모폰의 첼리비다케 에디션 등으로 CD화되어 출반되고 있다. 관현악 연주회 외에도 슈베칭엔 축제의 오페라 공연을 비롯한 무대 작품 공연에도 참가하고 있다.
주요 공연장으로 리더할레를 사용하고 있으며, 이외에도 방송국 관할 지역인 만하임이나 칼스루에, 프리드리히스하펜, 코블렌츠, 마인츠 등지에서도 정기적으로 공연하고 있다.

## 역대 주요 지휘자
- 한스-뮐러 크라이 (1948-1969 상임 지휘자)
- 세르주 첼리비다케 (1971-1977 상임 지휘자)
- 네빌 마리너 (1983-1989 상임 지휘자)
- 잔루이지 젤메티 (1989-1995 상임 지휘자)
- 조르주 프레트르 (1996-1998 예술 감독. 이후 계관 지휘자)
- 로저 노링턴 (1998-2011 상임 지휘자)
- 스테판 드네브 (2011- 상임 지휘자)